# El Hadji Momar Samb
Pour les articles homonymes, voir Samb.
 (février 2014).
Si vous disposez d'ouvrages ou d'articles de référence ou si vous connaissez des sites web de qualité traitant du thème abordé ici, merci de compléter l'article en donnant les références utiles à sa vérifiabilité et en les liant à la section « Notes et références ».
El Hadji Momar Samb est un homme politique et un syndicaliste sénégalais. Il est le coordonnateur national du RTA-S ( Rassemblement des travailleurs africains - Sénégal).

## Biographie
Marié et père de trois enfants, El Hadji Momar Samb est Professeur de Lettres Modernes de formation. Depuis l'an 2000, il est agent chercheur-formateur à l'INEADE de Dakar. 
Depuis les années 70, il mène une triple vie de militant politique, de syndicaliste et d'écrivain en français et en wolof.